# Бачкис, Ричардас
Ричардас Бачкис (лит. Ričardas Bačkis; 23 октября 1934, Каунас — 19 ноября 2019) — литовский дипломат, президент Литовской общины во Франции.

## Биография
После присоединения Литвы к СССР, его отец, литовский дипломат, со своей семьёй остался в Париже. Окончил Институт политических исследований и Институт делового администрирования.
Работал в транснациональной корпорации Unilever. Работал в офисах компании в Роттердаме, Лондоне. В течение трёх лет работал в Испании. Он закончил свою карьеру в качестве директора по маркетингу.
Президент Литовской общины во Франции и член движения «Саюдис», в 1990 году, после того, как Литва провозгласила в одностороннем порядке свою независимость от СССР, он стал неофициальным представителем Витаутаса Ландсбергиса и Правительства Литвы. Участвовал в борьбе за признание Литвы в качестве независимого государства.
12 марта 1994 года, при его участии, была учреждена ассоциация «Франция-Литва»
С 1994 года по 1998 год — Чрезвычайный и Полномочный Посол Литвы во Франции.
7 декабря 1994 года вручил верительные грамоты Президенту Франции Франсуа Миттерану.
После окончания своей дипломатической миссии, в 1998 году, он продолжил свою деятельность по привлечению гуманитарной помощи, развитию культурного обмена и экономических связей в целях содействия интеграции Литвы в западные структуры.
С 1998 года — партнёр консалтинговой фирмы «De Facto».
С 2001 года — почётный посол Литовской конфедерации промышленников во Франции.

## Награды
- Кавалер ордена Великого князя Литовского Гядиминаса (24 января 2001 года)[5].